# 敦賀貴之
敦賀 貴之（つるが たかゆき、1972年12月26日 - ）は、日本の経済学者。大阪大学教授。 専門は、マクロ経済学、公共政策論。愛知県名古屋市出身。

## 略歴

### 学歴
- 1996年： 早稲田大学政治経済学部卒
- 1998年： 早稲田大学大学院経済学科（経済学修士, 副総代）
- 2002年： オハイオ州立大学経済学部（M.A. in Economics）
- 2005年： オハイオ州立大学経済学部（Ph.D. in Economics）

### 職歴
- 2003年6月 - 9月： 国際通貨基金 インターン
- 2005年8月 - 2008年3月： 日本銀行金融研究所 エコノミスト
- 2008年4月 - 2010年3月： 関西大学経済学部 准教授
- 2010年4月 - 2016年3月： 京都大学大学院経済学研究科 准教授
- 2016年4月 - 2017年3月：内閣府経済社会総合研究所 主任研究官
- 2017年4月 - 2017年9月： 京都大学大学院経済学研究科 准教授
- 2017年10月 - 現在：大阪大学社会経済研究所 教授

訪問研究員
- 2013年4月： ニュージーランド準備銀行 短期客員研究員（4週間）
- 2008年8月： カナダ中央銀行 客員研究員（4週間）
- 2009年3月、2010年9月、2013年8月： ヴァンダービルト大学 短期客員研究員（1週間）

## 教育

### 講義
学部では、二神孝一のテキストを用いて、動学マクロ経済学の導入を講義している。
大学院では、マクロ経済政策分析などを担当している。
講義では手作りのNoteを配布する。Quizなどで理解度をはかり、双方向型の講義を行っている。

### 教育上の関心
マクロ経済学、日本経済入門、日本経済論、金融論、公共政策論、応用時系列分析、国際マクロ経済学、マクロ・金融論の実証分析、応用計量経済学